# 者太乡
者太乡，是中华人民共和国云南省文山壮族苗族自治州广南县下辖的一个乡镇级行政单位。

## 行政区划
者太乡下辖以下地区：
者太村、未昔村、大田村和三卡村。